# Zum Westfälischen Löwen

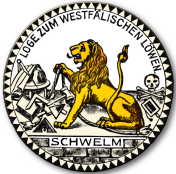
Logenzeichen

Die Freimaurerloge Zum Westfälischen Löwen mit Sitz in Schwelm wurde am 25. April 1792 unter der Konstitution der Großen Landesloge unter dem Namen „Zum Goldenen Löwen“ gegründet. Lässt man außer Acht, dass Logen erst im 20. Jahrhundert und ggf. nachträglich ins Vereinsregister eingetragen wurden, handelt es sich beim Löwen heute nach dem Stiftungsdatum um den ältesten Verein Schwelms sowie um eine der ältesten Logen Deutschlands.

## Geschichte
1795 wurde der Sitz der Loge von der Enneperstraße nach Hagen verlegt. Dort blieb sie während der Französischen Herrschaft und anschließend bis 1816, als sie nach Schwelm verlegt wurde. Die Umbenennung in „Zum Westfälischen Löwen“ erfolgte nach Ende der französischen Besatzung Westfalens im März 1814. Zum Zeitpunkt der Wiederaufnahme der freimaurerischen Aktivitäten zählte die Loge 36 Brüder. In den folgenden Jahren wuchs die Zahl der Mitglieder an. 1829 wurden im Matrikelbuch des Löwen bereits 80 Brüder geführt, darunter regionalhistorisch bedeutende Persönlichkeiten wie der Hattinger Bürgermeister Friedrich Wilhelm Rautert oder der Ennepetaler Stahlfabrikant Ludwig Moritz Heilenbeck.
Ende September 1892 vernichtete ein Großbrand in Schwelm 41 Wohnhäuser und die katholische Kirche. Die Logenbrüder Johann Daniel Bever und Moritz Scherz spielten eine bedeutende Rolle bei der Gründung des Hilfsvereins und der Sammlung von Geld für die 102 obdachlosen Familien. Neben der Schwelmer Loge leisteten auch die Logen in Düsseldorf, Münster und Soest Unterstützung. Die Mitgliederzahl wuchs auf 90 Brüder im Jahre 1892 und erreichte 1914 ihren historischen Höchststand mit 126 Brüdern.
1927 erwarb die Loge zum Bau eines eigenen Logenhauses ein Grundstück an der Schwelmer Bahnhofstraße. Doch bevor der entsprechende Betrag für die Arbeiten angespart war, musste sich auch der Schwelmer Löwe am 18. Juli 1935 unter dem Druck der Nationalsozialisten auflösen. Die Logengüter wurden beschlagnahmt, das Grundstück verkauft und das Logenvermögen liquidiert. Nach Zusammenbruch des sog. Dritten Reiches und dem Ende des Nationalsozialismus wurde die Loge durch den Mediziner Max Krug wiederbelebt, kann aber bislang nicht an einstige Mitgliederzahlen heranreichen.

## Gegenwart
Seit der 2002er-Ausstellung zur Freimaurerei und Geschichte der Loge im Stadt- und Regionalgeschichtlichen Museum Haus Martfeld (Schwelm) ist die Öffentlichkeitsarbeit intensiviert worden. Zum 212-jährigen Bestehen fand die Ausstellung in leicht veränderter Fassung mit Begleitvorträgen statt. Im Sommer 2008 startete zudem in der Martfeld-Kapelle eine Veranstaltungsreihe, die mit Lesungen, musikalischen Darbietungen und Gesprächsrunden an die Zeit der Salonkultur anknüpft.

## Bekannte Mitglieder
- Bever, Johann Daniel (* 1790; † 1860), Fabrikant, 1848 beteiligt am „Vorparlament“ zur Vorbereitung der Wahlen zur ersten deutschen Nationalversammlung
- Böhmer, Emil (* 5. April 1884; † 27. Februar 1966), Heimatforscher, Schwelmer Ehrenbürger seit dem 15. April 1954
- Erfurt, Johann Heinrich Gottfried (* 23. März 1802, † 12. Juli 1856), Papierfabrikant („Erfurt“ ist heute durch die Raufasertapete bekannt), Mitbegründer der Schwelmer Sparkasse
- Haniel, Wilhelm Gerhard Heinrich (* 21. November 1774, † 23. August 1834), Bergbau-Unternehmer
- Heute, Wilhelm (* 5. Mai 1883, † 19. Oktober 1935), Schriftsteller und Heimatdichter (Pseudonym: Wilhelm van Dage)
- Rautert, Friedrich Wilhelm (1783–1858), Jurist und Schriftsteller, Bürgermeister von Hattingen
- Rittershaus, Emil (* 3. April 1834; † 8. März 1897), Stahlgroßhändler, u. a. Dichter des „Westfalenliedes“ und als Präsident des Vereins deutscher Freimaurer gegen die Zersplitterung der Freimaurerei engagiert, widmete der Schwelmer Loge das sogenannte „Löwenlied“ (s. u.)
- Tobien, Wilhelm (* 26. Januar 1837; † 10. September 1911), Schuldirektor und Heimatkundler, Schwelmer Ehrenbürger seit dem 4. April 1891, Initiator der Schwelmer Stadtbibliothek und des heimatkundlichen Museums (jetzt „Stadt- und Regionalgeschichtliches Museum Haus Martfeld“)

## Tochterlogen
Im Laufe der Geschichte des ältesten Schwelmer Vereins gingen zahlreiche Tochterlogen aus dem „Westfälischen Löwen“ hervor, darunter:
- Johannisloge „Victoria zur Morgenröthe“, konstituiert am 14. September 1857, gestiftet im Januar 1858, unter anderem mit 28 Brüdern der Loge „Zum Westfälischen Löwen“ zu Schwelm
- Johannisloge „Zum Märkischen Hammer“ in Lüdenscheid, gestiftet 1888
- Johannisloge „Zur Bruderkette im Wuppertal“, gestiftet 1915

## Löwenlied
von Emil Rittershaus
An der roten Erde Grenzen, /
Schon dem Rheingebiete nah’, /
Steht geschmückt mit duft’gen Kränzen, /
Jugendfrisch Latomia; /
Läßt des Lichtes Flamme strahlen /
In des Wahnes düstre Nacht, /
Und der „Löwe von Westfalen“ /
Fest und ruhig hält er die Wacht.
Viele, viele Jahre flogen /
Über seine Stirne hin. /
Sicher ist des Tempels Bogen, /
Stark die Kraft, und jung der Sinn. /
Leeres Prunken, eitles Prahlen /
Bläht hier nicht sich bunt und kraus; /
In dem „Löwen von Westfalen“ /
Ist Markanerart zu Haus!
Ew’ger großer Weltenmeister, /
Alle Zwietracht scheuche fort, /
Lasse alle guten Geister /
Walten hier an diesem Ort! /
Bei den schäumenden Pokalen /
Schwören heute wir aufs Neu' /
Treu dem „Löwen von Westfalen“ /
Und dem Bunde ew’ge Treu!'

## Schwelmer Statut
Das so genannte „Schwelmer Statut“ war – neben ähnlichen Schwüren bei der Aufnahme in den Freimaurerbund – eine zusätzliche freiwillige Selbstverpflichtung, die jeder neu aufgenommene Bruder der Schwelmer Loge ab dem 26. März 1818 zu unterschreiben hatte. Der Text mahnte die Brüder, gegenseitig auf die Einhaltung moralischer Grundsätze zu achten und erinnerte daran Freimaurerei kein Selbstzweck ist, sondern dem Allgemeinwohl dienen soll. Besonders hervorzuheben ist an dieser Stelle der Hinweis auf karitatives Engagement: Wo also ein guter Zweck irgendeiner Art erreicht werden soll, da dränge sich der Maurer bescheiden hinzu. Dort wo (...) Anstalten zum Speisen der Armen getroffen werden, wo Sammlungen zum Besten einzelner Unglücklicher gemacht werden sollen, überhaupt wo es Mühe giebt, die nicht gern jeder übernimmt, da übernehme dies vorzugsweise der Maurer.... Obwohl sich an den Idealen nichts geändert hat, wird das „Schwelmer Statut“ heute nicht mehr bei Aufnahmen unterzeichnet. Ab wann diese Praxis endete, lässt sich nicht sagen.

## Logenmeister
- 1792–1797: Gottfried von Hausen, Landesdirektor, Enneper Str.
- 1797–1806: Friedrich Adolf Groote, Justizkommissar, Unna
- 1806–1813: ruhte die Loge
- 1814–1816: Friedrich Wilhelm Rautert, Landes- und Stadtrichter, Hattingen
- 1816–1818: Johann Chr. Brenscheidt, Gerichtssekretär, Hagen
- 1818–1822: Friedrich Wilhelm Rautert, Landes- und Stadtrichter, Hattingen
- 1822–1836: Moritz Heilenbeck, Kaufmann, Heilenbecke bei Milspe
- 1836–1860: Johann Daniel Bever, Kaufmann, Schwelm
- 1860–1863: Heinrich Wilhelm Potthoff, Arzt, Schwelm
- 1863–1864: Caspar Heinrich Schübbe, Kaufmann, Werde bei Milspe
- 1864–1870: Wilhelm Köster, Justizrat, Schwelm
- 1870–1874: Wilhelm Cobet, Apotheker, Schwelm
- 1874–1881: August Jäger, Rentner, Elberfeld
- 1881–1886: Friedrich Wilhelm Lohmann, Kaufmann, Altenvoerde
- 1886–1909: Bernhard Braselmann, Bankier, Schwelm
- 1909–1915: Ernst Saatweber, Kaufmann, Wichlinghausen
- 1915–1927: Paul Scherz, Druckereibesitzer/Verleger, Schwelm
- 1927–1935: Martin Diester, Apotheker, Wuppertal-Langerfeld
- 1935–1947: ruhte die Loge
- 1947–1950: Paul Krug, Arzt, Schwelm
- 1950–1953: Emil Böhmer, Lehrer, Schwelm
- 1953–1956: Paul Müller, Kaufmann, Schwelm
- 1956–1966: Eduard Püttmann, Kaufmann, Hagen
- 1966–1969: Wiars-Heeren Wiards, Ingenieur, Hagen
- 1969–1971: Emil Pouplier, Kaufmann, Ennepetal-Burg
- 1971–1974: Helmut Pläcking, Fabrikant, Wuppertal-Langerfeld
- 1981–1993: Kurt Erdlenbruch, Ingenieur, Wuppertal
- 1993–1999: Rolf Vogelsang, Handelsvertreter, Remscheid
- 1999–2008: Jörg Kartenberg, Rechtsanwalt, Schwelm
- 2008–2014: Helmut K. Drescher, Werbekaufmann, Schwelm
- 2014–2020: Dr. Trajan Gamber, Arzt, Wuppertal-Langerfeld
- seit 2020: Marcus Esser, Redakteur, Gelsenkirchen